# Herri Alderdi Sozialista Iraultzailea
Herri Alderdi Sozialista Iraultzailea, nombre en euskera traducible al español como Partido Socialista Revolucionario Popular, más conocido por su acrónimo HASI —que significa comenzar— fue un partido político alegal español, considerado generalmente como el brazo político de la organización terrorista ETA (m). Fue fundado el 3 de julio de 1977 como resultado de la fusión de los partidos Euskal Herriko Alderdi Sozialista (EHAS) y Eusko Sozialistak (ES). Su línea ideológica se enmarcaba dentro del nacionalismo vasco independentista y el comunismo. Fue uno de los principales integrantes tanto de la Koordinadora Abertzale Sozialista (KAS) como de la coalición Herri Batasuna (HB). Se disolvió en 1992.
Miembros destacados del partido fueron Santiago Brouard, asesinado en 1984 por el grupo parapolicial GAL; Txomin Ziluaga, secretario general del Partido durante más de nueve años; Patxi Zabaleta, quien fue secretario general en Navarra durante un tiempo y Jokin Gorostidi, uno de los miembros de ETA condenados en el Proceso de Burgos de 1970.

## Fundación
El objetivo de Euskal Herriko Alderdi Sozialista (EHAS) era formar «un único partido socialista revolucionario hertzale» (popular) unificando a todos los partidos nacionalistas de izquierdas. No lo consiguió por las fuertes divisiones existentes entre los distintos pequeños partidos: entre los favorables y los contrarios a participar en las primeras elecciones legislativas de España; entre los partidarios de ETA (m) y los de ETA (pm); entre los partidarios del uso de la violencia y los contrarios a él; entre los declaradamente comunistas, los meramente marxistas y los socialistas no marxistas. El 3 de marzo de 1977 la asamblea general de EHAS celebrada en Pamplona decidió poner los cimientos para la creación de un nuevo partido político, iniciativa a la que sólo se sumaron el pequeño partido Eusko Sozialistak (ES), surgido del entorno de la Unión Sindical Obrera (USO) y crítico con la violencia de ETA, así como algunos independientes próximos a ETA (m).
HASI celebró su Asamblea Fundacional el 3 de julio de 1977 en Arechavaleta, después de las primeras elecciones democráticas en España. Alberto Figueroa fue elegido secretario general, Santiago Brouard, delegado general, Txomin Ziluaga responsable de relaciones exteriores, e integraron también la ejecutiva Natxo Arregi, José Manuel Ruiz, José Miguel Rincón, Enrique Urkijo, Joseba Agirreazkuenaga y Patxi Zabaleta. HASI se definió como un partido socialista y revolucionario, y nada más nacer sustituyó a EHAS en la coordinadora KAS. La proximidad del nuevo partido a los postulados de ETA (m) hizo que la mayoría de los antiguos militantes de ES lo abandonaran en pocos meses. Tampoco la sección francesa de EHAS se incorporó al nuevo partido y decidió continuar su existencia en solitario.
El partido solicitó ese mismo año 1977 su legalización mediante la inscripción en el Registro de Partidos Políticos, pero el Ministerio del Interior denegó finalmente la inscripción, sugiriendo extraoficialmente que debería modificar sus estatutos eliminando o disimulando las referencias a su objetivo de independencia para el País Vasco. HASI se negó siempre a realizar tal modificación, a diferencia de EIA, el partido que era todavía líder de la izquierda abertzale.

## Creación de Herri Batasuna

### La Mesa de Alsasua
En menos de un año la cambiante situación de la izquierda nacionalista vasca dio un vuelco a favor del nuevo partido. El trabajo conjunto en la Mesa de Alsasua, organizada en torno a la denominada Alternativa KAS, propició la formación de nuevas alianzas. Cada uno de los partidos participantes formuló una propuesta organizativa. La de HASI consistía en formar una coalición con una dirección unificada formada por representantes de los partidos integrantes y por independientes, que tomaría decisiones vinculantes por mayoría absoluta. Dicha «unidad popular» participaría tanto en la actividad institucional como en movilizaciones callejeras. Su programa debería ser moderado y no se identificaría con la «lucha armada» (lo cual era muy diferente a pedir que se censurase tal medio de lucha). La coalición nacionalista formaría una alianza con los partidos de extrema izquierda.

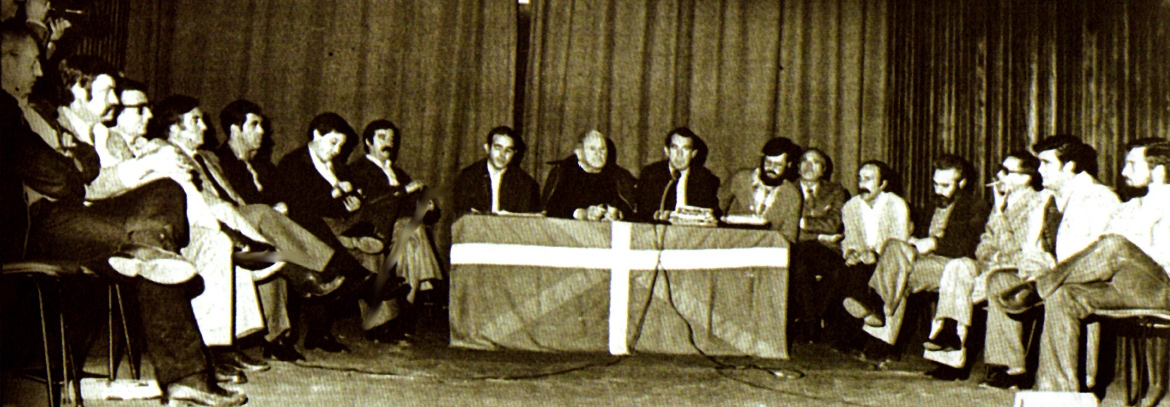
Imagen de la Mesa de Alsasua. Su organización permitió formar la coalición Herri Batasuna, de la que HASI fue miembro fundador. En el rincón se puede identificar a Txomin Ziluaga, responsable de relaciones exteriores de HASI.

Como resultado de ello, el 27 de abril de 1978 se creó la heterogénea coalición Herri Batasuna (HB), nombre traducible como «Unidad Popular», formada por HASI, Langile Abertzale Iraultzaileen Alderdia (LAIA), Acción Nacionalista Vasca (ANV) y Partido Socialista Vasco (ESB-PSV). Los dos primeros partidos habían pedido la abstención en las elecciones de 1977; mientras que los dos últimos, más moderados, habían participado en el proceso con decepcionantes resultados. Solo quedaron al margen EIA, cada vez más comprometido en la aprobación de un estatuto de autonomía para el País Vasco, y ESEI, cuya participación en la Mesa fue rechazada. Además, por estas mismas fechas, LAIA propuso oficialmente a HASI la fusión en un nuevo partido que dirigiera a la izquierda abertzale. El proyecto de convergencia se barajaría por ambos partidos durante un tiempo.

### Crisis en HASI
En mayo de 1978 se celebró el I Congreso constituyente de HASI. Durante el mismo, los asistentes cesaron a gran parte de la antigua dirección debido al choque entre las dos posturas predominantes respecto a su relación con la Koordinadora Abertzale Sozialista (KAS). Las bases, al igual que ETA militar, concebían KAS como el Bloque Dirigente donde cada integrante de KAS tendría asignada su función. Sin embargo, la mayor parte de la Dirección, de tendencia eurocomunista, consideraba a KAS única y exclusivamente como un marco de acuerdos preferenciales; es decir, que cada organización integrante podría tomar sus propias decisiones si dentro de KAS no se alcanzaban acuerdos. Varios de estos antiguos dirigentes de HASI, encabezados por el propio Alberto Figueroa, abandonaron el partido y formaron el colectivo Euskal Kidego Iraultzaile Abertzalea (EKIA), que acabaría más tarde integrándose en Euskadiko Ezkerra (EE). Según su versión, en dicha asamblea hubo un auténtico golpe de mano contra la dirección orquestado por ETA militar, postura respaldada por algunos historiadores que atribuyen tal estrategia a Argala. En septiembre de 1978 se celebró la segunda fase del I Congreso en Lequeitio, donde Santiago Brouard fue elegido presidente y Txomin Ziluaga, secretario general.

### Primeros pasos de HB
La primera decisión importante que hubo de afrontar Herri Batasuna fue adoptar una postura común ante el referéndum convocado para el 6 de diciembre de 1978 con el fin de ratificar el proyecto de nueva constitución. La posición negativa de HASI estaba fuera de dudas dada su naturaleza revolucionaria y las decisiones adoptadas por KAS. Sin embargo, otros partidos de la coalición, como Acción Nacionalista Vasca (ANV), habían mantenido posiciones más favorables a la negociación con otras fuerzas. La exclusión de Navarra de una eventual autonomía vasca (al menos en primera instancia), acabó por unificar las posiciones, y HB apoyó el voto negativo en la consulta, posición en la que coincidió con EIA, el partido patrocinado por ETA (pm), y, por razones opuestas, con la extrema derecha franquista. Pese a ello, el voto afirmativo fue claramente mayoritario en el País Vasco y Navarra, si bien en menor proporción que en el resto de España.

Bandera de Herri Batasuna. HASI fue fundador de la coalición y ayudó a que la KAS la controlara.

Más complicado fue abordar el espinoso asunto de la participación en las elecciones a distintas instituciones que se habrían de celebrar en 1979: nuevas elecciones a las Cortes Generales y primeras elecciones municipales, a diputaciones forales, a juntas generales vascas y al parlamento navarro. La postura inicial de ETA (m), KAS, HASI y la mayoría de «independientes» era mantener el abstencionismo que EHAS (el partido antecesor de HASI) ya había sostenido en las elecciones de 1977 con pobres resultados, pues consideraban que el nuevo régimen constitucional era una mera prolongación del franquismo. Sin embargo, los otros tres partidos presentes en Herri Batasuna y algunos destacados «independientes», como el navarro Patxi Zabaleta, eran firmes partidarios de la participación crítica en las instituciones. Por otro lado, HASI era consciente de que la abstención significaba dejar el campo libre a su gran rival, EIA, el aliado de ETA (p-m), para entonces ya muy involucrado en la aprobación de un estatuto de autonomía para el País Vasco. Finalmente se llegó a una precaria y contradictoria solución intermedia: la coalición participaría en todos los procesos electorales, pero sus candidatos electos sólo tomarían posesión y desempeñarían sus cargos en las instituciones forales navarras y en los ayuntamientos, boicoteando las instituciones propias de Álava, Guipúzcoa y Vizcaya. El acuerdo se demostraría conflictivo a medio plazo.
La coalición independentista tuvo un inesperado éxito en las elecciones legislativas de marzo de 1979, en las que obtuvo tres diputados y un senador por el País Vasco. Aunque fue superada por el Partido Nacionalista Vasco (7 diputados), Partido Socialista de Euskadi-PSOE (5) y Unión de Centro Democrático (5), batió ampliamente a su más directo rival en el nacionalismo de izquierdas, Euskadiko Ezkerra, que sólo consiguió un diputado. Las elecciones municipales y forales del mes siguiente confirmaron la nueva correlación de fuerzas.

## Pugna con EIA
Durante los años de la transición, y tras el giro dado por HASI en su I Congreso, existió una dura y sorda pugna entre HASI y EIA por el predominio en la izquierda nacionalista vasca, contando el primero con el apoyo de ETA militar y el segundo con el de ETA político militar. El trasvase de militantes entre ambos partidos y entre sus respectivas coaliciones, Herri Batasuna y Euskadiko Ezkerra, fue constante, como en el caso de los ex-dirigentes de HASI ya mencionados o en el del diputado Francisco Letamendía. La lucha se extendió a diversos frentes en un combate que Mario Onaindia describiría como una «partida de ajedrez» jugada entre él mismo y Argala.
El conflicto se extendió al sindicato Langile Abertzaleen Batzordeak (LAB), creado en 1977 e integrante de la Koordinadora Abertzale Sozialista. En 1978, EIA tenía mayoría en la Secretaría Nacional de LAB y consiguió imponer el abandono de KAS y la participación en la negociación de convenios colectivos. Sin embargo, al estar cada vez más centrado en la participación institucional, fue perdiendo terreno en el sindicato frente a la actividad de los militantes de HASI. En abril de 1980, cada facción del sindicato celebró su propio congreso, evidenciando la ruptura. El sector afín a EIA, ya minoritario, optó por unirse a ELA-STV, el sindicato próximo al Partido Nacionalista Vasco. Los partidarios de HASI, respaldados por el líder sindical y miembro de Herri Batasuna Jon Idígoras, conservaron las siglas y la organización del sindicato. Unos meses más tarde, LAB se reintegraba en KAS.
Otro foco de conflicto fue el diario Egin, de tendencia nacionalista y progresista e inicialmente plural. La competencia de otros medios, y particularmente de Deia, vinculado al PNV, le ocasionó problemas financieros que exigían una ampliación de capital para su supervivencia. Ello dio lugar a aportaciones económicas de ambos bandos con el objetivo de controlar el periódico. Una vez más HASI fue más eficaz y el diario adoptó a partir de diciembre de 1978 una línea informativa afín a HB, silenciando paulatinamente las voces no sólo de EIA, sino también de ESB-PSV, LAIA y ANV. La cobertura informativa de Egin fue determinante para el triunfo electoral de Herri Batasuna sobre Euskadiko Ezkerra.

## Lucha por el control de Herri Batasuna
El cada vez más evidente respaldo de ETA (m) a HASI reforzó el poder del partido dentro de la coalición. La inminente aprobación de un Estatuto de Autonomía para el País Vasco aprobado por la Asamblea de Parlamentarios Vascos y la proximidad de unas nuevas elecciones al futuro Parlamento Vasco reavivaron las diferencias con los otros partidos respecto a si el creciente número de cargos electos de HB debía participar o no en las instituciones. A ello se sumaba el debate respecto a si la coalición debía ser dirigida por los partidos o por la Koordinadora Abertzale Sozialista. HASI apoyaba la postura de KAS, oponiéndose a la participación en las instituciones vascas no municipales. Por otro lado, la propuesta de fusión hecha en 1978 por LAIA había sido interpretada por ETA militar como un cuestionamiento de su liderazgo, lo que concluyó con el abandono del proyecto y la expulsión de ese partido de la KAS. Fue la última vez que ETA (m) encontró oposición dentro de la «coordinadora».

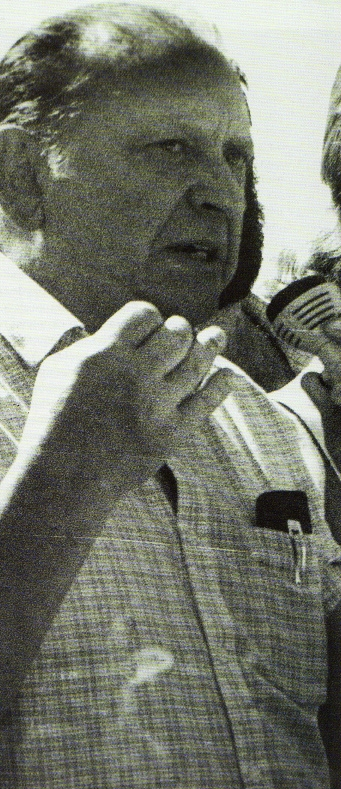
Santiago Brouard, presidente de HASI. Su importancia viene dada por ser también un destacado dirigente de Herri Batasuna y de la Koordinadora Abertzale Sozialista y por mantener excelentes contactos con la dirección de ETA (m). Fue asesinado por sicarios de los GAL.

Todo ello desembocó en un intento de los otros tres partidos por expulsar a HASI de Herri Batasuna para quedarse con las siglas de la coalición sin la tutela de ETA (m). Sin embargo, en el congreso que ANV celebró en julio de 1979, su secretario general, Valentín Solagaistua, dimitió y dio paso a una nueva dirección favorable a partir de ese momento a las tesis de HASI. Solagaistua dijo años más tarde que ANV había sido infiltrada por militantes de HASI. Sin el apoyo de ANV, los otros dos partidos vieron su estrategia abortada y fueron derrotados en la batalla por el control de HB. El pulso se saldó definitivamente en febrero de 1980 con el abandono de la coalición por parte de ESB-PSV y LAIA, además de un sector de ANV. Muchos historiadores y analistas políticos consideran que, a partir de este momento, Herri Batasuna se convirtió en una organización controlada por ETA(m). Incluso la biografía más cualificada y elogiosa del líder de ETA (m) Argala sostiene que éste fue fundamental en la concepción y puesta en práctica de la coalición. Sin embargo, los dirigentes de HB siempre sostuvieron que no había relación entre ambas organizaciones y que únicamente existía una coincidencia en los objetivos políticos que ambas buscaban.

### El Estatuto de Autonomía para el País Vasco
El nuevo Estatuto de Autonomía, apoyado por casi todas las fuerzas políticas vascas, fue sometido a referéndum el 25 de octubre de 1979. Ante la previsión de que pudiera recibir un apoyo masivo, Herri Batasuna, sumida en el conflicto interno e imponiendo las tesis de HASI y KAS, optó por un rechazo indirecto pidiendo la abstención. El apoyo al Estatuto superó el 90% de los votos emitidos, pero HB reivindicó como propio el 40% de abstención pese a ser ésta inferior a la de las previas elecciones municipales.
El 9 de marzo de 1980 tuvieron lugar las primeras elecciones al Parlamento Vasco con LAIA y ESB haciendo campaña en contra de Herri Batasuna. Ello hizo que la coalición bajara en un 3,93% su porcentaje de votos con respecto a las pasadas elecciones a las juntas generales; un resultado asumible para HASI a cambio de deshacerse de la oposición interna. Además, pese a su descenso, la menguada coalición se convirtió en segunda fuerza parlamentaria tras el cada vez más poderoso Partido Nacionalista Vasco, consiguiendo once de los sesenta asientos.
La unanimidad presidió la celebración del II Congreso del partido en septiembre de 1983 en Rentería, donde se aprobó una ponencia relativa al papel de KAS como «bloque dirigente» conteniendo propuestas para su reorganización. Por entonces, su control de la coalición era total y su evolución posterior discurre en paralelo a la de Herri Batasuna.

## Asesinato de Santiago Brouard
Durante la tarde del 20 de noviembre de 1984, dos hombres armados entraron en la consulta pediátrica que Santiago Brouard tenía en el centro de Bilbao y le asesinaron de varios disparos. Las investigaciones posteriores permitieron esclarecer que se trataba de pistoleros contratados por los Grupos Antiterroristas de Liberación, organización de la que, años más tarde, se supo había sido financiada por altos funcionarios del Ministerio del Interior para desarrollar un contraterrorismo criminal contra ETA y sus simpatizantes. La muerte de su presidente supuso un duro impacto para HASI, pues Brouard era uno de los principales dirigentes de Herri Batasuna y de la Koordinadora Abertzale Sozialista, y mantenía excelentes contactos con la dirección de ETA. El hecho tuvo también una gran repercusión social dada su condición de miembro del Parlamento Vasco. Junto con el asesinato unos meses antes del senador socialista Enrique Casas por los Comandos Autónomos Anticapitalistas, marcó un salto cualitativo en el clima de violencia existente.

## Últimas crisis y desaparición

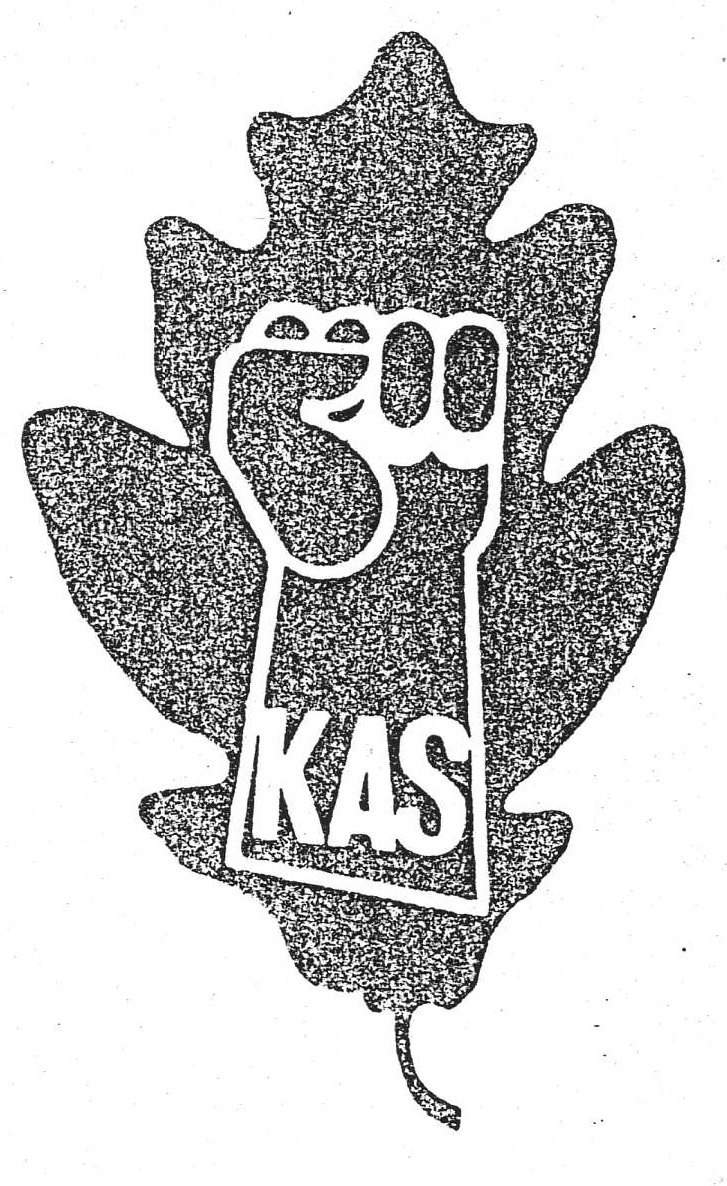
Anagrama de KAS, en la que HASI acabó disolviéndose.

### Última crisis
En 1987 hubo fuertes discusiones dentro de KAS sobre si ETA debería subordinar sus acciones armadas a las directrices de HASI, o si este papel le correspondía a KAS. El intento de Txomin Ziluaga y sus partidarios de recobrar la autonomía del partido frente a ETA y KAS y su crítica —no pública— del brutal atentado de Hipercor terminó con el cese de aquel como secretario general en el III Congreso celebrado en diciembre en Cestona. Unos meses más tarde, Ziluaga y los suyos serían expulsados del partido, si bien permanecerían en Herri Batasuna. Una vez más quedó clara la supremacía de ETA tanto dentro de KAS como de HASI. En un Congreso Extraordinario celebrado en diciembre de 1988 en Cestona, la nueva dirección censuró a Ziluaga y los suyos, calificándolos de «escisión» y comparando su postura con la que en su día defendieron ETA político-militar y EIA, solo que con elementos ideológicos no eurocomunistas.
También hay indicios de que, en el mismo III Congreso, el partido debatió una posible flexibilización de la tradicional Alternativa KAS. Concretamente se propuso la sustitución de la tradicional petición de una nueva amnistía por una sucesión de indultos individuales; e igualmente, la aceptación de que en un eventual referéndum para decidir acerca de la incorporación de Navarra al País Vasco solo votaran los ciudadanos navarros, y no el conjunto de habitantes del País Vasco y Navarra como siempre habían defendido ETA, KAS y HB. Ambas propuestas fueron rotundamente rechazadas por ETA.

### Conversaciones de Argel
En 1988, mientras ETA y el Gobierno de España negociaban en Argel, HASI elaboró un documento en el que planteaba la estrategia a seguir una vez alcanzado un acuerdo entre ambas partes. El fin de la estrategia era conseguir un Estado vasco independiente gobernado por Herri Batasuna. Ya entonces, el partido mostraba su preocupación por una posible ilegalización de HB, hecho que llegaría a producirse en 2003, cuando HASI y HB ya habían dejado de existir.

### Disolución del partido
El IV Congreso se celebró en diciembre de 1990 y careció de relevancia dado el sometimiento del partido a las directrices de ETA y KAS. Posteriormente, y siguiendo aquellas, se planteó incluso la propia desaparición de HASI y la integración de sus militantes en una remodelada KAS. El partido no tenía ya cabida en la estructura ETA-KAS-HB: pese a que ETA proclamaba su naturaleza exclusivamente «militar» y pretendía estar fuera del debate «político», había controlado a HASI cada vez que éste había mostrado deseos de autonomía; ETA dominaba la Koordinadora Abertzale Sozialista desde la expulsión de LAIA; y en la antigua coalición Herri Batasuna sólo subsistía una sometida ANV. El proceso de disolución se dio por finalizado en el V Congreso, celebrado en Vitoria en febrero de 1992. HASI no había llegado a ser legalizado en ningún momento desde la lejana y clandestina creación de su antecedente EAS en noviembre de 1974, antes de la muerte del general Franco.